# Нидермайер, Оскар фон
Оскар риттер фон Нидермайер (нем. Oskar Ritter von Niedermayer, 8 ноября 1885, Фрайзинг, Германская империя — 25 сентября 1948, Владимир, СССР) — немецкий военный деятель, разведчик.

## Биография

### Происхождение. Ранние годы
Сын архитектора. Происходил из купеческо-чиновничьей семьи. В 1905 г. вступил фаненюнкером в 10-й полк полевой артиллерии в Эрлангене. После того как Нидермайер был произведён в лейтенанты, ему позволили получить образование, одновременно продолжив службу в армии. В 1910 г. окончил артиллерийское училище. Изучал естествознание, географию и иранские языки. В 1912—1914 гг. совершил исследовательскую поездку по Персии и Индии, также посетил Египет, Аравию и Палестину. Был первым европейцем, посетившим пустыню Деште-Лут.

### Первая мировая война. Деятельность в качестве разведчика
В августе 1914 года лейтенант Нидермайер отправился в составе 10-го артполка на Западный фронт, но уже в октябре 1914 года его отозвали в Берлин и командировали в Турцию для выполнения секретной миссии на Востоке.
В декабре 1914 года был назначен главой германо-турецкой экспедиции в Афганистан, целью которой было поднять против английского колониального владычества подвластных Великобритании пуштунов и индийцев. Военная экспедиция была организована по инициативе военного министра Турции Энвер-паши германским и турецким генштабами.
Вплоть до мая 1916 года Нидермайер находился в Кабуле, лишь изредка и ненадолго выезжая за его пределы. Он много раз вёл переговоры с эмиром Хабибуллой-ханом и представителями афганских правительственных кругов. Нидермайер от имени кайзера пообещал эмиру, в случае его вступления в войну на стороне Германии, оказать ему помощь в создании так называемого Великого Афганистана, то есть присоединить к нему английский и персидский Белуджистан. Однако он так и не смог склонить эмира Хабибуллу на сторону Германии.
Затем через территорию, занятую русскими войсками, 1 сентября 1916 года возвратился в Турцию, где стал служить в германской военной миссии в Константинополе. 5 сентября 1916 года Нидермайер был награжден рыцарским крестом Военного ордена Максимилиана Иосифа, что как уроженцу королевства Бавария давало ему право на личное дворянство с титулом «риттер фон»: Оскар Нидермайер стал отныне Оскаром риттером фон Нидермайером. Впоследствии он командовал специальными подразделениями германских войск на Ближнем Востоке. В марте 1918 года вернулся в Германию. В чине капитана принял участие в боях на Западном фронте, в Шампани и во Фландрии.

### Веймарская республика — Третий Рейх
После окончания войны изучал филологию и географию в Мюнхенском университете. Кандидат наук. С апреля 1919 года служил в добровольческом корпусе Эппа, сражавшимся против Баварской советской республики. В декабре 1919 года принят на службу в рейхсвер. В 1922—1932 годах руководил спецгруппой рейхсвера «Р», занимавшейся германо-советским тайным военным сотрудничеством, работал в СССР. В 1933 году вступил в НСДАП. В том же году защитил докторскую диссертацию. В 1935 году вступил в вермахт в качестве строевого служащего, с октября 1939 года — полковник ОКВ.
После начала боёв на советско-германском фронте Нидермайер неоднократно подавал прошения о переводе на фронт. В мае 1942 года ему было поручено командовать 162-й Туркестанской пехотной дивизией из состава так называемых Восточных легионов, набранной из перебежчиков из Красной армии-уроженцев Кавказа и Средней Азии. Вместе со своим подразделением в 1943—1944 годах участвовал в антипартизанских акциях на Балканах, затем служил в Италии. С мая 1944 года военный советник во Франции. В августе 1944 года неосторожно выразился о восточной политике Гитлера, что привело к его обвинению в пораженчестве и заключению под стражу в тюрьму Торгау.

### После войны
В апреле 1945 года освобождён американскими войсками. После капитуляции Германии переехал в Регенсбург, однако вскоре был арестован советскими войсками в Карлсбаде и переведён в московскую тюрьму. По решению Особого совещания при МГБ СССР от 10 июля 1948 года приговорён к 25 годам заключения. Умер от туберкулёза.

## Награды
- Военный орден Максимилиана Иосифа рыцарский крест (5 сентября 1916) (Королевство Бавария)

## Сочинения
- Meine Rückkehr aus Afghanistan, München 1918.
- Die Binnenbecken des Iranischen Hochlandes, München 1918.
- Afghanistan, Leipzig 1924.
- Unter der Glutsonne Irans — Kriegserlebnisse der deutschen Expedition nach Persien und Afganistan, Dachau 1925.
- Krieg in Irans Wüsten, Hamburg 1940.
- Wehrgeographische Betrachtung der Sowjetunion, Berlin 1933.
- Sowjet-Rußland — Eine geopolitische Problemstellung, Berlin 1934
- Wehrpolitik — Eine Einführung und Begriffsbestimmung, Leipzig 1939.
- Wehrgeographischer Atlas von Frankreich, Berlin 1939.
- Soldatentum und Wissenschaft, Hamburg 1940.
- Wehrgeographie am Beispiel Sowjetrusslands, Berlin 1940.
- Wehrgeographischer Atlas von Grossbritannien, Berlin 1940.
- Krieg und Wissenschaft, in: Das Reich 21/ 1941.
- Wehrgeographischer Atlas der Union der Sozialistischen Sowjetrepubliken, Berlin 1941.
- Wehrgeographie, Berlin 1942.